# شین‌دونگ
شین دونگ‌هی (کره‌ای: 신동희؛ زادهٔ ۲۸ سپتامبر ۱۹۸۵) که بیشتر با نام هنری شین‌دونگ (کره‌ای: 신동؛ به معنای «نابغه») شناخته می‌شود، رپر، خواننده، رقصنده، مجری، مجری رادیویی و کارگردان ویدئو اهل کره جنوبی است. او به عنوان عضو گروه سوپر جونیور شناخته می‌شود.